# Rue Augereau
Pour les articles homonymes, voir Augereau (homonymie).
La rue Augereau est une voie du 7e arrondissement de Paris, en France.

## Situation et accès
La rue Augereau est une voie publique située dans le 7e arrondissement de Paris. Elle débute au 139, rue Saint-Dominique et se termine au 214, rue de Grenelle.

## Origine du nom
Elle doit son nom à Charles Pierre François Augereau, duc de Castiglione (1757-1816), maréchal de France.

## Historique
Cette voie, initialement appelée « passage Saint-Dominique », fut rebaptisée « rue Augereau » par les anciens propriétaires en 1894.